# 21. Panzer-Division (Wehrmacht)
Die 21. Panzer-Division war ein gepanzerter Großverband des Heeres der Wehrmacht im Zweiten Weltkrieg. Die Division wurde zunächst als 5. leichte Division gebildet und später im August 1941 erstmals aus dieser aufgestellt. Nachdem der Verband in Afrika erstmals zerschlagen worden war, erfolgte 1943 in Frankreich eine Neuaufstellung.

## Vorgeschichte

### Aufstellung 5. leichte (Afrika-)Division
Mit einigen von der 3. Panzer-Division abgegebenen Truppenteilen und vorhandenen Heerestruppen wurde im Januar 1941 in Wehrkreis III die 5. leichte Division im Deutschen Reich aufgestellt. Der für den Einsatz in Nordafrika vorgesehene Verband wurde unmittelbar nach der Aufstellung über Italien nach Nordafrika verlegt. Schon beim Transport nach Nordafrika kam es zu den ersten Verlusten des neuen Verbands. Der Verband war ursprünglich als „Sperrverband Libyen“ zur Abwehr des britischen Vorstoßes in Libyen konzipiert, und entsprechende zusätzliche Verbände wurden in die Division eingegliedert.
Die Division gliederte sich danach in:
- Stab/Infanterie-Regiment (mot.) z.b.V. 200
  - MG-Bataillon (mot.) 2 (verstärkt mit zwei Pionier-Kompanien (mot.))
  - MG-Bataillon (mot.) 8 (verstärkt mit einer Pionier-Kompanie (mot.))
- Panzer-Regiment 5 (mit 6 leichten und 2 schweren Kompanien / Pz.Kpfw. II und Pz.Kpfw. IV)
- Aufklärungs-Abteilung 3 (zwei Panzerspäh-Kompanien und eine Kradschützen-Kompanie)
- verstärkte 2. Nachrichten-Kompanie / Panzer-Nachrichten-Abteilung 39
- Panzerjäger-Abteilung 39 (drei Kompanien schwere Pak (5cm Pak 38 ?) und eine Kompanie Flugabwehr-Maschinengewehre)
- schwere Panzerjäger-Abteilung 605 (drei Kompanien mit 4,7-cm-Panzerjäger I)
- Fla-Bataillon (Sfl.) 606 (drei Kompanien zu 12 Sd.Kfz. 10/4)
- I. Abteilung / Flak-Abteilung (mot.) 33 (drei Batterien 8,8-cm-Flak)
- Divisions-Nachschub-Führer z.b.V. 668
- 2. Heeres-Fliegerstaffel / 14 (Pz.)

### Operationsgeschichte

#### Verlegung nach Nordafrika
Die ersten deutschen Truppen für den deutschen Expeditionsverband wurden am 8. Februar eingeschifft und erreichten nach drei Tagen mit dem ersten Konvoi Tripolis. Es handelte sich um das Feldlazarett 4/572, die Wasser-Kolonnen 800 und 804 und eine Kraftfahrzeug-Werkstatt. Am 13. Februar wurden die ersten Kampftruppen der Division eingeschifft und die Aufklärungs-Abteilung 3 sowie die Panzerjäger-Abteilung 39 erreichten am 15. Februar den Hafen von Tripolis, wo der Verband von Generalleutnant Rommel persönlich sofort eingewiesen wurde. Da die deutschen Schiffe für die Transportstrecke ca. zwei Tage benötigten, wurden in den folgenden Wochen alle vier Tage neue Truppenteile der Division im Hafen von Tripolis entladen. Am 25. Februar traf der Divisionskommandeur Generalmajor Streich bei seinem Verband in Nordafrika ein.

#### Vorstoß des DAK Frühjahr 1941
Bis Ende Februar sammelte der „Sperrverband von Wechmar“ (nach dem Kommandeur der Pz.-Aufkl.Abt. 3) eintreffende Truppenteile im Raum der Enge von Mugtaa. Der Gefechtsstand der Division lag beim Arco dei Fileni südwestlich von El Agheila. Die verstärkte Aufklärungs-Abteilung 3 begann ab dem 1. März mit den Aufklärungs-Operationen nach Süden und Osten zur Aufklärung der gegnerischen Positionen. Bei Mugtaa kam es zu einem Abwehrgefecht mit britischen Patrouillen.
Am 11. März traf die Masse des Panzer-Regiment 5 in Tripolis ein. Ab dem 15. März gab es Vorstöße (gewaltsame Aufklärung der „Kampfgruppe Graf v. Schwerin“) in den Fezzan, zur Oase Um-el-Arabneb.

#### Beginn des Vorstoß zur Rückgewinnung der Kyrenaika
Am 23. März wurde die Eroberung von El-Agheila befohlen und eine Kradschützen-Kompanie fuhr gemeinsam mit der Aufklärungs-Abteilung 3 entlang der Küstenstraße Via Balbia von Westen in Richtung El-Agheila, das gegen geringen Widerstand am 24. März eingenommen wurde.
Am 30. März griff dann das Panzer Regiment 5 mit dem MG-Btl. 2 der Division die britischen befestigten Stellung auf den Höhen von Marsa-el-Brega an. Die britischen Verteidiger wehrten den ersten Angriff des Panzerregiments ab und erst der nächtliche Einsatz des MG-Bataillons 2 über die linke Flanke entlang des Strandes ermöglichte die Wegnahme der britischen Stellung am 31. März.
Dies ermöglichte die Einnahme von Agedabia am 3. April, dem folgte am 5. April Bengasi. Am 6. April wurden die britischen Generale O’Connor und Neame durch die Spitzentruppen der Kampfgruppe Ponath beim Vorstoß in Richtung Derna gefangen genommen. Vom 6. auf den 7. April kämpfte die deutschen Vorausabteilung um Derna und den Flugplatz von Derna. Am 9. April wurde das von der deutschen Angriffsspitze zunächst umgangene El-Mechili durch die „Kampfgruppe Ponath“ (MG-Btl. 8 und Teile Pz.AA 3) eingenommen.

#### Tobruk 1941
Die Truppen der Division erreichten gemeinsam mit der italienischen Division „Brescia“ am 14. April die britischen Stellungen vor Tobruk. Das Panzer-Regiment 5 verfügte zu dieser Zeit gerade noch über etwa 22 bis 25 Panzerkampfwagen. Die Kräfte reichten nicht zur Eroberung der durch Minenfelder und Panzerabwehrstellungen geschützten Hafenstadt und der Verband erlitt erhebliche Verluste. Weitere Versuche der Division in Stoßtruppunternehmen die Stadt zu erobern, gingen bis Ende Mai 1941. Das Afrikakorps musste deshalb eine defensivere Strategie akzeptieren. Die wichtige Hafenstadt Tobruk wurde durch einen Sicherungsriegel aus deutschen und italienischen Truppen eingeschlossen.

#### Operation Battleaxe
Ab dem 14. Juni 1941 gingen die britischen Streitkräfte zur Offensive über (Sommerschlacht um Sollum) und die 5. leichte Division musste einen Angriff westlich des Fort Capuzzo abwehren. Gemeinsam mit Teilen der 15. Panzer-Division gelang der Division in einem Gegenangriff bis zum 18. Juni der Entsatz der im Halfaya-Pass eingeschlossenen „Kampfgruppe Bach“ (verstärktes I. Bataillon / Schützen-Regiment 104). Danach richtete sich die Division am Halfaya-Pass und um das Fort Capuzzo zur Verteidigung ein.

## Geschichte

### Aufstellung der 21. Panzer-Division durch Umgliederung in Nordafrika
Am 1. August 1941 entstand die 21. Panzer-Division im Afrikafeldzug durch die Umgliederung der 5.  leichten Division. Sie war Teil des Deutschen Afrikakorps unter Generalfeldmarschall Erwin Rommel.
Die neue Gliederung enthielt auch neue Truppenteile:
- Schützen-Regiment 104 (I. und II. Bataillon von der 15. Panzer-Division kommend)
- Kradschützen-Bataillon 15 (von der 15. Panzer-Division kommend)
- Maschinengewehr-Bataillon (mot.) 8 (Friedensstandort Züllichau)
- Panzer-Regiment 5 (II. Abteilung von der Panzer-Abteilung 190 der 90. leichten Afrika-Division kommend)
- Artillerie-Regiment (mot.) 155 (aus Artillerie-Abteilung 864 (neue I. Abteilung), aus I. Abteilung/Artillerie-Regiment 75 (neue II. Abteilung) und schwerer Artillerie-Abteilung 911 (neue III. Abteilung))
- Panzer-Aufklärungs-Abteilung 3
- Panzer-Nachrichten-Abteilung 200
- Panzerjäger-Abteilung 39
- Panzer-Pionier-Bataillon 200
- Fla-Bataillon (mot.) 609
- Heeres-Flak-Abteilung (mot.) 305 (aus Flak-Bataillon (Sfl.) 305)
- Divisionstruppen Nr. 200

### Operationsgeschichte

#### Operation Crusader
Am 18. November 1941 begann die britische „Operation Crusader“, benannt nach den neuen britischen Panzern vom Typ Crusader, mit dem Vorrücken britischer Kräfte in die Angriffsstellungen an der Grenze zwischen Libyen und Ägypten. Generalleutnant Crüwell und der Befehlshaber der 21. Panzer-Division, Generalmajor von Ravenstein, erkannten, anders als Erwin Rommel, in diesen Aktivitäten die Vorbereitung eines britischen Angriffs. Am 19. November bildete von Ravenstein die „Kampfgruppe Stephan“ und ging aus dem Raum südlich Bardia in südlicher Richtung gegen die 8th Hussars der 4th Armoured Brigade, die mit 50 M3 Light Tanks ausgerüstet war vor. Es kam zur Schlacht beider Panzerverbände mit Verlusten auf beiden Seiten. Am Nachmittag wurden die britischen Kräfte durch das Herankommen des 5th Bataillon des Royal Tank Regiment verstärkt, doch keine Seite konnte an diesem Tag einen Sieg erringen und beide Seiten mussten sich am Abend zurückziehen.
Der 20. November begann mit einem weiteren Gefecht der „Kampfgruppe Stephan“ mit den britischen Panzerkräften südlich Bardia. Danach zog sich die Kampfgruppe vom Gefechtsfeld zurück, um gemeinsam mit der gesamten eigenen Division und gleichzeitig mit der 15. Panzer-Division die Kräfte der 4th Armoured Brigade anzugreifen. Doch fehlte der Division der erforderliche Kraftstoff für die Fahrzeuge. In den folgenden Stunden wurden das britische Angriffsziel, die Befreiung von Tobruk, klar und Rommel befahl den beiden Panzerdivisionen einen taktischen Rückzug in Richtung Tobruk.
Am 21. November rollte die 21. Panzer-Division in Richtung Tobruk, um den Entsatzangriff der 7th Armoured Division zu verhindern, während der Verband gleichzeitig von der 22nd und 4th Armoured Brigade verfolgt wurden. Die zur britischen Division gehörenden 7th Hussars trafen, als sie deutschem Beschuss auswichen, auf Teile der 21. Panzer-Division. Nach einem ersten Gefecht im Gebiet des Flugplatzes von Sidi Rezegh wich die Division beim Eintreffen der 22nd Armoured Brigade in ihrem Rücken nach Nordosten aus, um sich dann am Abend nach weiteren Gefechten zurückzuziehen und in der Nacht eine Verschiebung nach Nordosten durchzuführen, um die britischen Positionen zu umgehen und dann auf El Duda durchzubrechen.
Am 22. November konnte die 21. Panzer-Division sich gegen alle Angriffe im Raum des Flugplatzes von Sidi Rezegh verteidigen und die geschwächten britischen Kräfte mussten sich zurückziehen. Am 23. November ließ Rommel die Division erst in nordöstlicher Richtung angreifen und dann auf die alliierten Stellungen bei Sidi Omar vorrücken. Hierbei erlitt der Verband empfindliche Verluste und drehte schließlich Halfaya ab, um den dortigen italienischen Einheiten zur Hilfe zu kommen. In den folgenden drei Tagen litt die Division unter den alliierten Luftangriffen und Treibstoffmangel. Am 27. November kam der Befehl zum Rückzug auf den Einschließungsring um Tobruk. Bei der Verlegung der Division nach Westen stieß die Division bei Sidi Azeiz auf die 5th Newzealand Brigade. Die Division machte 700 Gefangene, aber die Masse des alliierten Verbands entkam auf den eigenen Fahrzeugen.
Im Anschluss an die Kämpfe östlich von Tobruk verlegte die Division im Januar 1942 nach Westen hinter die Stützpunkte der „Masra-el-Berga-Stellung“.

#### Auffrischung
Bis Mitte des Monats erfolgte südwestlich von El Agheila eine Auffrischung.
Ab dem 21. Januar 1942 wurde der Verband erneut zum Angriff eingesetzt. Die „Panzer-Kampfgruppe von Bismarck“ stieß zunächst über Agedabia und Fort Mechilli auf die zuvor verlorene „Ghazala-Stellung“ westlich von Tobruk und südostwärts von Derna vor. Die Angriffe zur Eroberung einer neuen Stellung, welche die Eroberung von Tobruk ermöglichen sollte, dauerten bis Mai 1942.
Am 1. April 1942 galt das bereits seit einigen Wochen am Halfaya-Pass eingeschlossene I. Bataillon / Schützen-Regiment 104 als vernichtet. Im April 1942 wurde daher das Kradschützen-Bataillon 15 zum III. Bataillon / Schützen-Regiment 104 und das Maschinengewehr-Bataillon 8 zum I. Bataillon / Schützen-Regiment 104.

#### Tobruk 1942
Die 21. Panzer-Division erhielt am 26. Mai im Rahmen des Unternehmen Theseus zunächst die Aufgabe, das stark befestigte Wüstenfort Bir Hacheim südlich von Tobruk zu erobern. Es folgte eine Serie von Angriffen und Abwehrkämpfen im Raum südlich von Tobruk und Acroma. Der Angriff auf Tobruk selbst begann am 19. Juni und diesmal war die Division an der Eroberung von Stadt, Hafen und Festung bis zum 21. Juni beteiligt.

#### Halfaya-Pass 1942
Auf Befehl des DAK wurde der Angriff nach der Einnahme von Tobruk ab dem 26. Juni fortgesetzt, indem die Division nun nach Südosten vorrückte und die Besatzung des Halfaya-Pass angriff. Den zurückweichenden Kräften folgend, gelang dem Verband der Durchbruch durch die alliierten Stellungen in der Marsa-Matruh-Linie und dann am Fuka-Pass. Schon am 4. Juli standen die Kräfte der Division auf den Ruweisat-Höhenrücken südlich der Bahnstation El Alamein.

#### Erste Schlacht von El Alamein
Die britische Verteidigungslinie bei El Alamein mit ihrer Länge von 65 Kilometern war durch zwei natürliche Grenzen gegen jegliche Umgehung geschützt. Dies war zum einen das Mittelmeer und zum anderen die Quattara-Senke im Süden. Die ersten Angriffsoperationen der Achsenstreitkräfte begannen am 1. Juli in nördlichen Bereich der Front und wurden am 3. Juli eingestellt. Daraufhin griffen alliierte Streitkräfte die sich vermeintlich zurückziehenden Achsenstreitkräfte an. In dieser Zeit wurden im Süden der Frontlinie die Kräfte der 90. leichte Afrika-Division, der 15. Panzer-Division und der 21. Panzer-Division für den nächsten Angriff bei Tell el Eisa gruppiert. Am 9. Juli wurden einige erfolgreiche Vorstöße dieser Verbände ausgeführt. Die Panzerarmee Afrika trat daraufhin mit dem Südflügel am 10. Juli zum Angriff an. Gleichzeitig griffen im Norden alliierte Truppen italienische Stellungen nördlich und südlich der Via Balbia und erzwangen einen Durchbruch, der nur durch den Einsatz von umgruppierten Reserven abgeriegelt werden konnte. Aus diesem Grund wurde der Angriff im Süden eingestellt.
Am 13. Juli griff die 21. Panzer-Division um 12:00 Uhr mit Stoßrichtung Norden gegen alliierte Frontvorsprünge erneut an, doch der Verband war trotz Luftunterstützung nicht stark genug, um die alliierten Abwehrstellungen zu durchdringen. Es wurden Verteidigungsstellungen eingerichtet.
Am 15. Juli griffen die alliierten Streitkräfte in der Mitte der Alamein-Front das X. italienische Armeekorps an. Dieses erlitt schwere Verluste und Teileinheiten verschiedener deutscher Divisionen, auch der 21. Panzer-Division (Aufklärungs-Abteilung 3 und Schützen-Regiment 104), waren erforderlich, um den Einbruch in die eigene Frontlinie abzuriegeln und den Gegner auf die Ausgangsstellungen zurückzuwerfen. Die Royal Air Force unterstützte die alliierten Streitkräfte intensiv. Ein weiterer alliierter Angriff am 16., der auf die italienischen Stellungen zielte, wurde auch zum Teil von Einheiten der 21. Panzer-Division abgewehrt.
Am 22. Juli kam es zu Angriffen und Gegenangriffen im Bereich der Division. Während man einer neuseeländischen Division schwere Verluste zufügen konnten, wurden gleichzeitig zwei Bataillone des Schützen-Regiment 104 praktisch vernichtet. Weder die Alliierten noch die Achsen-Streitkräfte waren in der Lage, die gegnerische Stellung mit den verfügbaren Kräften zu durchbrechen.

#### Schlacht von Alam Halfa
Bis Mitte August wurden den Streitkräften im Raum El Alamein Ersatz, Munition und Verstärkungen zugeführt. Doch die Menge an Kraftstoff und Munition war durch die Versenkung von Versorgungsschiffen der Achse im Mittelmeer nicht für eine größere Angriffsoperation ausreichend. Aufgrund von Zusagen der Luftwaffe, Material aus Italien einzufliegen, entschied sich Rommel für den Angriff. Allerdings waren die deutschen Vorbereitungen von den Alliierten erkannt worden und die Aufklärung der Achsenstreitkräfte hatte nur einen Teil der alliierten Truppenpositionen identifiziert.
Der Angriff begann in der Nacht vom 30. auf den 31. August ab 22:00 Uhr. Doch noch in der gleichen Nacht wurde der Kommandeur der 21. Panzer-Division, Generalmajor von Bismarck, durch einen alliierten Luftangriff getötet. Die südliche Angriffsgruppe konnte anfänglich statt 40 nur 4 Kilometer weit vordringen. Der Angriff der 21. Panzer-Division begann am 31. August um 14:00 Uhr und sollte von der italienischen Panzerdivision Littorio unterstützt werden, die eine Stunde verspätet eintraf und der 21. Panzer-Division folgte. Ziel des Angriffs der 15. und 21. Panzer-Division war, aus dem Nordosten vor der Stadt Himeimat vorstoßend, die Höhe 132 des Alam-Halfa-Rückens. Der Angriff der Division scheiterte am starken britischen Widerstand und ab 18:30 Uhr igelte sich die Division nahe Deir el Tarfa ein.
In den folgenden Tagen verschlechterte sich die Nachschublage der Achsenstreitkräfte und es wurde entschieden, sich schrittweise zunächst in den östlichen Raum vor der Linie El Taqa-Bab el Qattara zurückziehen. Einen Angriff der neuseeländischen 2nd Division und der britischen 132nd Infantry Brigade am 3. September in südlicher Richtung um die östlichen Kräfte des Deutschen Afrika Korps abzuschneiden, konnten die Achsenstreitkräfte abwehren. Letztlich gelang es bis zum 6. September die Kräfte der südlichen Angriffstruppe, also auch die 21. Panzer-Division, wieder zurück in die Ausgangsstellung zurückzuführen.

#### Zweite Schlacht von El Alamein
Die Vorbereitung auf den Gegenangriff der Alliierten für die Zweite Schlacht von El Alamein veranlassten die Führung der Achsen-Streitkräfte in Nordafrika dazu, dass die 21. Panzer-Division im Verbund mit der 132. italienischen Panzer-Division „Ariete“ eine zweite Abwehrlinie mit drei gemischten Kampfgruppen im Norden des Südabschnitt der El Alamein-Front bildete.

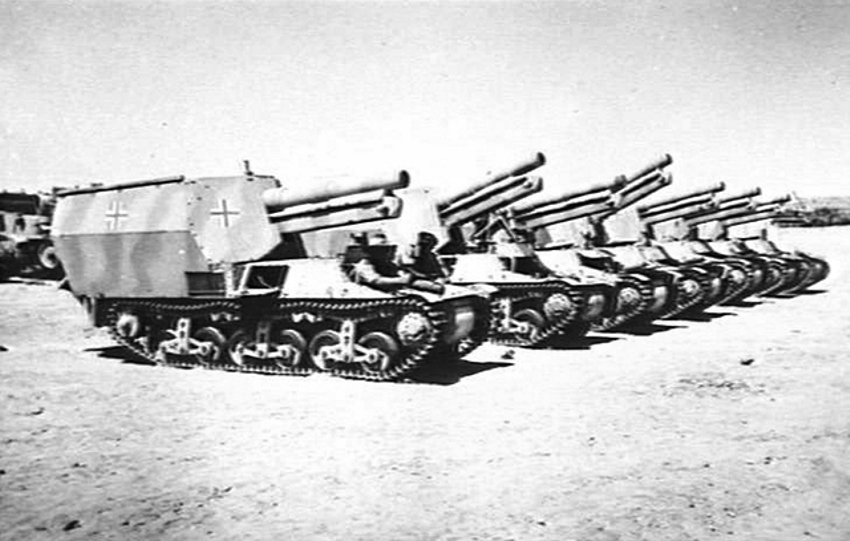
Beute der Alliierten: Sieben Stück Sd.Kfz. 135-1 der 21. Panzerdivision.

Die Schlacht begann am 23. Oktober 1942 um 20:40 Uhr deutscher Zeit. Am 24. Oktober startete die britische 7th Armoured Division nördlich von Qaret el Himeimat mit 160 Panzern einen Angriff auf die italienische Fallschirmdivision „Folgore“. Teile der Division wurden überrannt und die 21. Panzer-Division wurde eingesetzt um zusammen mit der 132. italienischen Division „Ariete“ die Frontlinie wieder herzustellen.
In der Nacht vom 26. auf den 27. Oktober erteilte Rommel der Division den Befehl, unter Zurücklassung einer kleineren Kampfgruppe in den Raum Tell el Aqqaqir in Norden der Front zu verlegen.
Der zweite große Angriff der Schlacht begann in der Nacht auf den 2. November mit schweren Luftangriffen und Artilleriebeschuss. Im Bereich der 90. leichte Afrika-Division und der italienischen Division Trieste durchbrachen starke alliierte Kräfte die Front. Gegen diesen Durchbruch wurde die 21. Panzer-Division von Norden aus angesetzt, konnte jedoch gegen die nachstoßenden alliierten Truppen in schweren Panzergefechten keine Sicherung der Front mehr erreichen. Nach schweren Verlusten bei Mannschaften und Material erhielten die Verbände von Rommel den Befehl zum Rückzug auf die Fuka-Stellung. Die noch einsatzbereiten 15 Panzer der Division wurden am 5. November zur Deckung der Rückzugsbewegung der Division eingesetzt, der befehlshabende Offizier dieser Gruppe war Oberst Müller. Vier Panzerkampfwagen IV des Panzer-Regiment 5 unterstützten die Nachhuten der 90. und 164. leichte Afrika-Division am Fuka-Pass.
Die weiteren fluchthaften Rückzugsbewegungen waren von Kraftstoffmangel geprägt und erst an der Grenze nach Libyen begann am 6. November die Neuformierung der Achsenstreitkräfte.
Die folgenden vier Wochen bildet die „Panzerkampfgruppe 21. Panzer-Division“ häufig die mobile Nachhut beim Rückzug durch Libyen nach Südtunesien.

#### Tunesien
Ende Januar 1943 wurde die abgekämpfte II. Abteilung / Panzer-Regiment 5 zur Auffrischung nach Tunis verlegt. Allerdings erfolgte dort die Umbenennung in Panzer-Abteilung 190 (für die 90. leichte Division). Während die nach Tunis überführte Panzer-Abteilung 190, die aus der Umbenennung der II. Abteilung des Panzer-Regiment 202 / Panzer-Brigade 100 entstanden war, wurde als neue II. Abteilung / Panzer-Regiment 5 zum Einsatz gebracht.

#### Kasserine
Die Landung der amerikanischen Streitkräfte im Westen Afrikas erforderte eine Reaktion der deutschen Streitkräfte in Nordafrika und Anfang 1943 kam es zum Tunesienfeldzug. Im Februar 1943 wurde eine „Kampfgruppe 21. Panzer-Division“ nach kurzer Auffrischung hinter der „Mareth-Stellung“ gemeinsam mit Kräften der 10. Panzer-Division und Teilen der schweren Panzer-Abteilung 501 (Tiger-Panzer) gegen amerikanische Streitkräfte im Raum um Gafsa und am Faid-Pass eingesetzt. Diese Angriffsserie (Schlacht am Kasserin-Pass) war erfolgreich und erreichte den Raum Sheitla. Durch schwere Krisen bei der 1. italienischen Armee im Raum westlich von Medenine, musste der deutsche Angriff eingestellt werden.
Anfang März griff die 5. Panzerarmee nochmals im Raum Metameur an, was jedoch nur zu schweren Verlusten führte. Nunmehr wurde nur noch die „Mareth-Stellung“ verteidigt. Nachdem die Division ihre letzten einsatzbereiten Panzer, die bis zu diesem Zeitpunkt als „Panzerkampfgruppe 5“ zusammengefasst gewesen waren, am 10. März an den „Panzerführer Afrika“, Oberst Irkens (Kommandeur des Panzer-Regiment 8), hatte abgeben müssen, verfügte man über keine gepanzerten Kampfwagen mehr. In den folgenden Tagen erfolgte der Rückzug nach Norden aus der „Mareth-Stellung“ in die „Gabes-Stellung“. Ende März verteidigten die verbliebenen Kräfte der Division gemeinsam mit Resten der 164. leichte Afrika-Division bei El Hamma anfangs erfolgreich die eigenen Abwehrstellungen gegen neuseeländische Kräfte.
Doch der deutsche Einsatz und die Unterstützung durch die italienischen Verbündeten im März 1943 zur Verteidigung der bereits in römischer Zeit befestigten Enge von Tebaga reichten nicht aus, um die westalliierten Kräfte davon abzuhalten, weiter in Richtung Tunis vorzustoßen. Die von Westen angreifende 8th Army zwang die deutschen Kräfte zum Rückzug auf die „Akarit-Stellung“ und Mitte April verteidigten die Restkräfte der Division Stützpunkte in der „Enfidaville-Bergstellung“.
Am 5. Mai verteidigten sich Truppenteile der Division gemeinsam mit Resten des Fallschirmjäger-Regiment 5 in Stützpunkten ostwärts von Pont-du-Fahs gegen frei-französische Truppen. Danach zogen sie sich zwischen dem 10. und 12. Mai in Richtung Osten zum Cap-de-Bon hinter eine inzwischen errichtete Riegelstellung der „Kampfgruppen von Liebenstein“ zurück, die mit Resten der 90. und 164. leichten Afrika-Divisionen besetzt war.

#### Kapitulation 1943
Die Reste der 21. Panzer-Division in Nordafrika kapitulierten am 12. Mai 1943 als Teil der Heeresgruppe Afrika. Die verbliebene Kampfgruppe der Division stand dabei südlich von Tunis.

### Wiederaufstellung 1943
Nachdem die 21. Panzer-Division in Tunesien vernichtet worden war, entschied man sich im deutschen Oberkommando zur Aufstellung eines neuen Verbands mit gleicher Bezeichnung. Als Grundstock wurde die beim Armeeoberkommando 7 stehende Schnelle Brigade West (Brigade 931) gewählt. Mit Wirkung zum 15. Juli 1943 entstand bei Rennes im besetzten Frankreich eine neue 21. Panzer-Division.
Den nunmehr umgegliederten Verbänden der Brigade 931 wurde zusätzliches, erfahrenes Personal zugeführt, welches ursprünglich in Afrika im Einsatz gestanden hatte oder welches als Ersatz für die Verbände in Afrika vorgesehen war und sich bereits in Italien oder auch Frankreich befand. Dieses Personal wurde vereinzelt als Personal aus dem „Afrika-Stau“ bezeichnet. Faktisch bestand jedoch kein ausreichender Personalbestand der in Afrika untergegangenen Division mehr, so dass der Verband völlig neu aufgebaut werden musste.
Die Neuaufstellung erfolgte mit folgenden Verbänden:
- Divisionsstab (aus Stab / gepanzerte Artillerie-Brigade West (Nr. 931) und Teile des Stab / Panzer-Brigade 10)

- Panzergrenadier-Regiment (tgp) 125 (aus drei Bataillonen des verstärkten Panzergrenadier-Regiment 931, vorübergehend als Panzergrenadier-Regiment 433 bezeichnet)
- Panzergrenadier-Regiment (mot.) 192 (aus Teilen des verstärkten Panzergrenadier-Regiment 931 und Teilen von Infanterie-Einheiten des Oberbefehlshabers West)
- Panzer-Regiment 100 (gebildet im Januar 1943 aus verschiedenen Beutepanzer-Kompanien und zwei Panzer-Kompanien der Panzer-Abteilung 233)
- Panzer-Aufklärungs-Abteilung 21 (aus zwei verstärkten Kradschützen-Kompanien und bis Ende 1943 aufgefüllt mit der Masse der Aufklärungs-Lehr-Abteilung (mot.))
- Panzer-Artillerie-Regiment 155
- Panzer-Nachrichten-Abteilung 200
- Panzerjäger-Abteilung 200
- Panzer-Pionier-Bataillon 200 (mit zwei Panzer-Pionierkompanien und einer Pionierkompanie)
- Sturmgeschütz-Abteilung 200 (mit fünf Batterien auf Lorraine-Selbstfahrlafetten)
- Flak-Artillerie-Abteilung 305 (mit zwei Batterien 8,8-cm-Flak und einer gemischten Batterie)
- Divisionstruppen Nr. 200

#### Besatzungstruppe in Frankreich
Der Verband verblieb nach der Aufstellung im Sommer 1943 durchgängig in Nordfrankreich und nahm Sicherungs- und Besatzungsaufgaben wahr. Die Ausrüstung mit Beute-Panzern und Selbstfahrlafetten auf Beute-Fahrgestellen machte einen Einsatz außerhalb von Frankreich aufgrund der komplizierten Ersatzteil-Lage schwierig.
Im Mai 1944 wurde das Panzer-Regiment 100 in Panzer-Regiment 22 umbenannt.

#### Operation Overlord
Am 6. Juni 1944 begannen die alliierten Landungen in der Normandie, Operation Overlord beziehungsweise Operation Neptune, die von deutscher Seite als Invasion bezeichnet wurden. Hierbei erfolgten sowohl amphibische Landungen an den Stränden der Normandie als auch Luftlandungen mit Fallschirmjägern und Lastenseglern im Hinterland der Landungsabschnitte, um diese von herankommenden deutschen Truppen abzuschirmen.
Die 21. Panzer-Division war an diesem Tag der einzige deutsche Panzerverband, der sofort nach der Landung in der Lage gewesen wäre, die alliierten Streitkräfte angreifen zu können. Die Masse der Division lag im Raum südlich von Caen bei Falaise. Der Divisionsgefechtsstand des Divisionskommandeurs, Generalleutnant Edgar Feuchtinger, befand sich in Saint-Pierre-sur-Dives. Damit war der Verband nicht besonders weit von der britischen Landungszone SWORD entfernt. Seit Mai 1944 gehörte die Division dem LXXXIV. (84.) Armee-Korps zugehörig zur Heeresgruppe B (Rommel).
Gleichzeitig zur operativen Reserve der Panzergruppe West (Geyr von Schweppenburg) und damit des Oberbefehlshabers West, Gerd von Rundstedt gehörend, war der Divisionskommandeur jedoch für den Einsatz auf die Freigabe durch den OB West angewiesen. Dieser allerdings hatte den Befehl, keinesfalls ohne eine Freigabe des Oberkommandos der Wehrmacht, das inzwischen durch Adolf Hitler persönlich vertreten wurde, zu handeln.
Der Spielraum von Generalleutnant Feuchtinger erlaubte es der Division, zumindest mit den eigenen Infanterie- und Aufklärungsverbänden nach den ersten Meldungen aktiv zu werden, „aber seine Panzer waren in den Stunden der Dunkelheit, während deren sie unbehindert von Falaise nach Caen hätten marschieren können, zur Bewegungslosigkeit verurteilt, weil von der Heeresgruppe B kein Befehl über ihren Einsatz vorlag.“ Erst um 6.45 Uhr konnte die 7. Armee eine Freigabe bewirken, „da aber die Nachrichtenverbindungen zerrissen waren, vergingen weitere zwei Stunden, ehe Feuchtinger […] einen Operationsbefehl erhielt.“ Zuzüglich kehrte der Divisionskommandeur in der Nacht des 6. Juni erst von einem Aufenthalt in Paris zurück, so dass er nicht sofort über die eintreffenden Meldungen informiert werden konnte, um Maßnahmen zu ergreifen. Die Landung der in der ersten Welle angelandeten britischen 3rd Division im Strandabschnitt Sword konnte durch diese Verzögerung deshalb nicht mehr beeinträchtigt werden.
Erst um 10:30 wurde der Einsatz von drei Kampfgruppen der 21. Panzer-Division gegen die alliierten Truppen im Raum Caen befohlen:
- Kampfgruppe von Luck (verstärktes II. Bataillon/Panzergrenadier-Regiment 125, 4. Kompanie/Panzer-Regiment 22, Teile Panzer-Aufklärungs-Abteilung 21 und Sturmgeschütz-Abteilung 200) – sofortiger Angriff ostwärts der Orne unter Ausnutzung der Widerstandsnester der 716. Infanterie-Division eingesetzt gegen britische Fallschirmjäger-Truppen im Raum Ranville
- Kampfgruppe Rauch (Panzergrenadier-Regiment 192) – sofortiger Angriff westlich der Orne bis zur Atlantikküste mit Stoßrichtung Lion-sur-Mer
- Kampfgruppe von Oppeln (Panzergrenadier mit Schützenpanzern und Masse des Panzer-Regiment 22, Teile Artillerie-Regiment 155 (Selbstfahrlafetten)) – Angriff auf die alliierten Landungskräfte westlich der Orne und nördlich von Caen ab Mittag des 6. Juni

Die Kampfgruppe Rauch traf bei Bénouville auf alliierte Fallschirmjäger. General Erich Marcks, Befehlshaber des LXXXIV. Armeekorps, übernahm persönlich die Führung und der Verband stieß bis zum Abend über den Ort Périers bis an die Küste bei Lagrune-sur-Mer vor. Dort richtete sich die Kampfgruppe zur Rundumverteidigung ein.
Die Kampfgruppe von Oppeln erreichte wegen der alliierten Abwehr nur noch den Raum von Périers und Biéville und kam dort gegen die britische Infanterie mit ihren Panzerabwehrgeschützen nicht mehr weiter voran. Auch diese Kampfgruppe wurde damit in eine Rundumverteidigung gezwungen. Nachdem die Kampfgruppe später noch den Vorstoß der 27th Armoured Brigade zerschlagen hatte, war man wegen der Verluste und der Frontlage zum Rückzug gezwungen. Die Reste wurden bis zum 9. Juli Teil der deutschen Abwehrfront nördlich von Caen.
Die ersten Gegenmaßnahmen der 21. Panzer-Division am 6. Juni 1944 verhinderten die von den Alliierten geplante schnelle Einnahme von Caen und damit das schnelle Vordringen östlich der Orne.

#### Caen
Von Beginn der Schlacht in der Normandie an stand die Division insbesondere bei den Kämpfen um Caen im Einsatz.
Ab dem 9. Juli handelte es sich praktisch nur noch um eine Abwehrschlacht.
Insbesondere beim britischen Durchbruchsversuch mit drei Panzerdivisionen südlich von Caen am 18. Juli, der Operation Goodwood mit dem vorhergehenden schweren Luftangriff auf die Stellungen der Division, erlitt die Division zwar schwere Verluste, aber die „Kampfgruppe von Luck“ konnte durch den Abschuss zahlreicher alliierter Panzer den geplanten Vorstoß der Alliierten frühzeitig aufhalten, so dass die Operation bereits am 20. Juli abgebrochen wurde. Am 4. August erreichten die Alliierten im Westen der Normandie-Front durch die Operation Cobra, einen tiefen Vorstoß durch die deutsche Front nach Süden, die Stadt Avranches. Damit mussten sich alle deutschen Verbände östlich des Durchbruchs nach Osten absetzen um nicht eingekesselt zu werden.
Am 6. August wurde die Division herausgezogen und für die Verteidigung nach Westen in den Raum Vire und Condé verlegt. Dort kämpfte sie ab dem 8. August.

#### Rückzugskämpfe aus Frankreich 1944
Mitte August wurde eine „Kampfgruppe 192“ mit Resten des Panzergrenadier-Regiment 192 im „Kessel von Falaise“ der 12. SS-Panzer-Division Hitlerjugend bei der 5. Panzer-Armee unterstellt. Die von Oberst Rauch geführte Kampfgruppe entkam mit 6 Panzerkampfwagen IV, einigen schweren Waffen und ein paar Selbstfahrlafetten kämpfend der drohenden Einkesselung. Als Teil eines Ausbruchs der „Kampfgruppe OB 7. Armee / Hausser“ auf Chambois und an die Dives vorstoßend. Vom 19. auf den 20. August gehörte der Verband zur Entsatzgruppe des II. SS-Panzer-Korps. Der weitere Rückzug über Vimoutiers erfolgte zunächst als Teil der „Gruppe Bittrich“ um das Generalkommando des II. SS-Panzer-Korps und danach in Unterstellung beim LXXXIV. (84.) Armee-Korps in den „Touquet-Abschnitt“ und von dort am 27. August an die Seine bei Neubourg. Bis zum 28. August wurde um Rouen, Bourgtheroulde und Yville ein Brückenkopf der 5. Armee verteidigt. Die verbliebenen Kräfte der Division gingen über Reims in die Gegend ostwärts von Epernay, Nancy und Mosel. Dort wurden bis zum 10. September in einem Auffangraum der 1. Armee in den Nordvogesen bei Molsheim-Schirmeck verschiedene Truppenteile zusammengeführt.

### Wiederaufstellung 1944
Im September 1944 fand in Lothringen dann die dritte Neuaufstellung statt. Um die Verluste während der Kämpfe in und beim Rückzug aus Frankreich zu ersetzten, wurden Ende September die Panzer der Panzer-Abteilung 2112 der Panzer-Brigade 112 übernommen. Dies waren 8 Pz.Kpfw. V Panther und 20 Pz.Kpfw. IV.

#### Elsass und Saar
Ab Ende September 1944 kämpfte die Division im Elsass und an der Saar.
Eine weitere Kompanie mit Pz.Kpfw. V Panther wurde im Oktober von der Panzer-Ersatz-Abteilung 204 kommend eingegliedert.
Im Dezember 1944 erhielt das Panzer-Regiment 22 eine neue II. Abteilung mit 36 Panzerkampfwagen IV.
Zwischen dem 8. und 20. Januar war die Division an Gegenangriffen im nördlichen Elsass beteiligt. Hier kam es zu Angriffen auf alliierte Truppen in Hatten und Rittershoffen und nach dem 12. Januar zu Kämpfen um den und am Hagenauer Forst. Danach war der Verband wieder zur Abwehr alliierter Vorstöße gezwungen. Nördlich von Straßburg beteiligte sich die Division daran, alliierte Durchbrüche abzusichern. Bei Bergzabern und südwestlich von Germersheim versuchte die Division möglichst lange die Rheinübergänge freizuhalten.
Am 21. Januar wurde der Verband aus der Front herausgezogen und ab 23. Januar wieder bei Bischweiler zur Abwehr alliierter Vorstöße eingesetzt. Ein weiteres Mal wurde der Verband bei Hagenau mit Gegenangriffen und der Abwehr von alliierten Angriffen beauftragt. Ab dem 27. Januar wurde die Division aus der Front herausgezogen und auf die Bahn verladen.

#### Verlegung an die Ostfront
Ende Januar/Anfang Februar traf der Verband ostwärts von Berlin an der Ostfront ein. Und wurde ab dem 4. Februar 1945 hinter einer dünnen Sicherungslinie der sogenannten „Oder-Front“ ausgeladen. Nunmehr war die Einheit der 9. Armee der Heeresgruppe Weichsel unterstellt.
Im Raum Sorau-Forst begann die Division mit Gegenangriffen. Ende Februar mit der „Panzergruppe Nehring“ zum Entsatz, des zum Festen Platz erklärten Städtchens Lauban an der Queiß, dessen Verteidiger seit dem 24. Februar eingeschlossen waren. Hierbei stellte die Division bis zum 5. März mit dem Gegenangriff den nordwestlichen Flankenschutz des auf die Stadt angesetzten XXXIX. (39.) Panzer-Korps.
Zwischen Mitte März und Anfang April 1945 stand der Verband als Reserve der Heeresgruppe bei Görlitz zur Verfügung der 4. Panzerarmee. Während dieser Zeit erfolgte eine letzte Auffrischung auf dem Truppenübungsplatz Königsbrück. Nach dem 14. April erfolgt der Einsatz des Verband im Raum nordwestlich von Muskau an der Neiße in der „Abwehrschlacht von Görlitz-Bautzen“. Die Division muss vor den vorrückenden alliierten Truppen nach Nordwesten in den Raum der 9. Armee ausweichen. Als Nachhut des IV. (4.) Armee-Korps zieht sich der Verband nach Spreewald zurück und bildet eine Abwehrstellung um Lübben. Aus einer sowjetischen Einkesselung durch Überflügelung rettet sich der Verband durch einen Ausbruch nach Norden. Ab dem 18. April zunächst nach Halbe marschierend erreicht die Division am 20. April den südwestlichen Stadtrand von Berlin. Bei Königs Wusterhausen stehend, muss die Division dem starken sowjetischen Angriffsdruck nach Westen, durch die Aufgabe von Frankfurt/Oder am 23. April folgend, nach Südosten in den Raum um Bestensee und Gräbendorf ausweichen. Durch weitere sowjetische Vorstöße musste die Division nach Süden in den sich am 24. April bildenden „Kessel von Halbe“ ausweichen.
In der Nacht vom 28. auf den 29. April begann der Ausbruch der zusammengedrängten Kräfte der 9. Armee in Richtung Westen in Richtung der östlichsten Frontlinie der 12. Armee im Raum Blankensee. Nur die „Gruppe Busse“ der Division, die vom kommandierenden Generalleutnant Marcks begleitet wurde, schaffte es bei Beelitz, südlich von Potsdam die deutsche Auffanglinie zu erreichen.

### Kapitulation
Die anderen restlichen Soldaten der Division, darunter der Divisionsstab, bildeten die Nachhut der 9. Armee und gerieten, sofern sie überlebten, zusammen mit dieser kurz vor Kriegsende an der Lausitzer Neiße in sowjetische Kriegsgefangenschaft.
Viele Angehörige der Division wurden während der Gefangenschaft in den schlesischen Steinkohleminen eingesetzt. Die wenigen Überlebenden wurden erst Anfang der 1950er entlassen.

## Kommandeure
5. leichte Division
- Generalmajor Johannes Streich – 18. Februar bis 16. Mai 1941 (abberufen)
- Generalmajor Johann von Ravenstein – 20. Mai bis 31. Juli 1941 (in Gefangenschaft geraten)

21. Panzer-Division (ab August 1941)
- Oberst Gustav-Georg Knabe – 29. November bis 1. Dezember 1941 (mit der Führung beauftragt)
- Generalmajor Karl Böttcher – 1. Dezember 1941 bis 11. Februar 1942

- Generalmajor Georg von Bismarck – 11. Februar bis 21. Juli 1942
- Oberst Alfred Bruer – 21. Dezember 1942 bis 8. Januar 1943 (mit der Führung beauftragt)
- Oberst/Generalmajor Georg von Bismarck – 1. bis 31. August 1942 (gefallen)
- Oberst Kurt Freiherr von Liebenstein – 1. bis 18. September 1942 (mit der Führung beauftragt)
- Generalmajor Heinz von Randow – 18. September bis 21. Dezember 1942 (gefallen)
- Oberst/Generalmajor Hans-Georg Hildebrandt – 1. Januar bis 25. April 1943
- Oberst/Generalmajor Heinrich-Hermann von Hülsen – 25. April bis 13. Mai 1943 (mit der Division in Gefangenschaft gegangen)
- Generalmajor/Generalleutnant Edgar Feuchtinger – 15. Mai 1943 (Neuaufstellung) bis 15. Januar 1944
- Generalmajor Oswin Grolig – 15. Januar bis 8. März 1944
- Generalleutnant Franz Westhoven – 8. März bis 8. Mai 1944
- Generalleutnant Edgar Feuchtinger – 8. Mai 1944 bis 25. Januar 1945
- Oberst Helmut Zollenkopf – 25. Januar bis 12. Februar 1945
- Generalmajor/Generalleutnant Werner Marcks – 12. Februar bis 8. Mai 1945

## Bilder

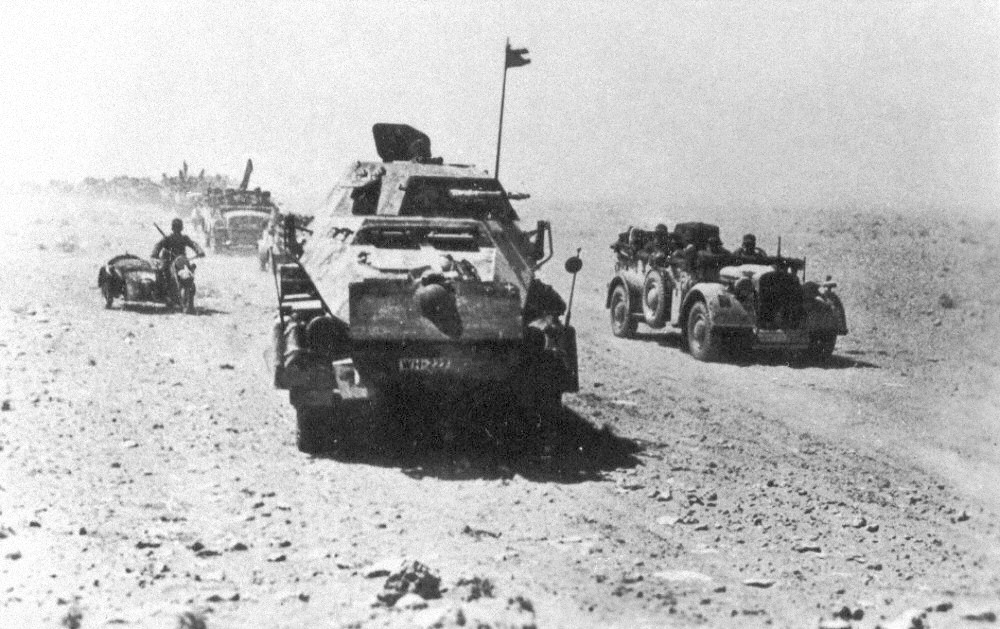
Vormarsch der Panzerjäger-Abteilung 39 in Afrika
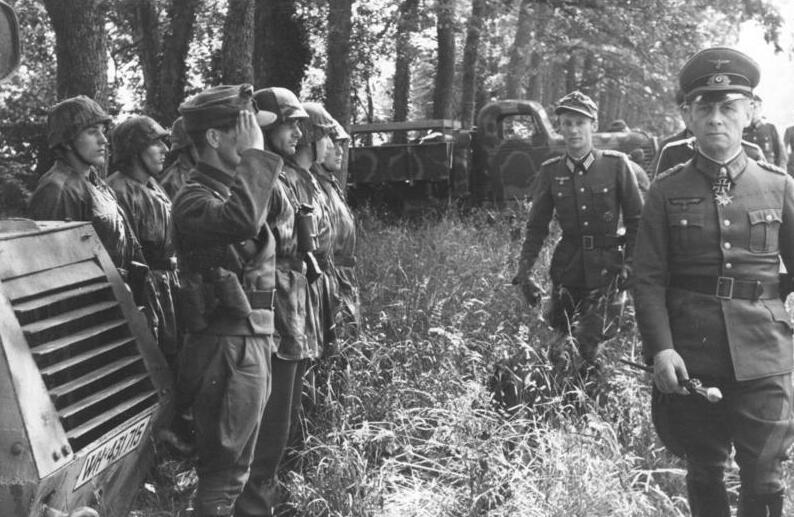
Generalfeldmarschall Erwin Rommel bei der Inspektion von Einheiten der 21. Panzer-Division am Atlantikwall

## Vergleichende Gliederung
| 1942 Nord-Afrika            | 1943 Tunesien                                                | 1944 Westfront                                                | 1945 Ostfront                                                 |
| --------------------------- | ------------------------------------------------------------ | ------------------------------------------------------------- | ------------------------------------------------------------- |
| - Panzer-Regiment 5         | - Panzer-Regiment 5                                          | - Panzer-Regiment 100                                         | - Panzer-Regiment 22                                          |
| - Schützen-Regiment 104     | - Panzergrenadier-Regiment 47 - Panzergrenadier-Regiment 104 | - Panzergrenadier-Regiment 125 - Panzergrenadier-Regiment 192 | - Panzergrenadier-Regiment 125 - Panzergrenadier-Regiment 192 |
| - Aufklärungs-Abteilung 3   | - Panzer-Aufklärungs-Abteilung 580                           | - Panzer-Aufklärungs-Abteilung 21                             | - Panzer-Aufklärungs-Abteilung 21                             |
| - Kradschützen-Bataillon 20 |                                                              |                                                               |                                                               |
| - Artillerie-Regiment 155   | - Panzer-Artillerie-Regiment 155                             | - Panzer-Artillerie-Regiment 155                              | - Panzer-Artillerie-Regiment 155                              |
|                             | - Heeres-Flakartillerie-Abteilung 305                        |                                                               |                                                               |
| - Panzerjäger-Abteilung 39  | - Panzerjäger-Abteilung 200                                  | - Panzerjäger-Abteilung 200                                   | - Panzerjäger-Abteilung 200                                   |
| - Pionier-Bataillon 200     | - Panzer-Pionier-Bataillon 220                               | - Panzer-Pionier-Bataillon 220                                | - Panzer-Pionier-Bataillon 220                                |
| - Versorgungstruppen 200    | - Panzer-Versorgungstruppen 200                              | - Panzer-Versorgungstruppen 200                               | - Panzer-Versorgungstruppen 200                               |